# Степашкин, Иван Петрович
Иван Петрович Степашкин (29 мая [10 июня] 1882, Саратов — 20 января 1960, Ленинград) — русский и советский живописец, представитель петербургского и ленинградского академизма, ассоциируемый с соцреалистической традицией, педагог; портретист, мастер жанровой и исторической картины. Преподаватель Репинского института и Мухинского училища в Ленинграде, член Ленинградского Союза художников.

## Биография
Уроженец села Никольское в Пензенской губернии; из крестьянской семьи. В автобиографии, датированной началом 1950-х годов, Степашкин писал: 

«Отца потерял ещё в детстве. Мать, обременённая детьми, образования дать мне не могла, поэтому по окончании начальной школы в 12-летнем возрасте определила меня на службу продавцом, где я прослужил более четырёх лет. Вопреки воле матери я оставил службу и с 10 рублями уехал в Пензу, где поступил в Художественное училище, которое окончил в 1906 году.»— Центральный Государственный Архив литературы и искусства. СПб. Ф.78. Оп.3. Д.47. Л.2.
В 1907 году Степашкин был принят в Высшее художественное училище при Академии художеств в Петербурге, которую окончил в 1914 году. За представленную дипломную картину «Фрина перед судом» был удостоен звания художника и командировки за границу за казённый счёт. Из-за начавшейся первой мировой войны командировка использована не была. Иван Петрович уехал в Саратов, где работал в области монументальной живописи и портрета. В 1918—1923 годах Степашкин возглавлял Саратовские Высшие государственные художественные мастерские, руководил фабрично-заводскими и военными художественными студиями, принимал участие в разработке проекта памятника борцам революции 1905 года, который был установлен на одной из площадей Саратова.
После смерти матери в 1926 году уехал в Ленинград, окончательно связав свою жизнь с городом на Неве. Работал художником-реставратором в Музее Академии художеств, в 1928 открывал фрески в киевском Софийском соборе. В 1930 после ликвидации Музея Академии художеств перешёл на работу в мозаичное отделение Академии художеств. С 1937 года преподавал в Институте живописи, скульптуры и архитектуры, с 1946-го — в Художественно-промышленном училище, продолжая по совместительству преподавание в ЛИЖСА. Профессор ЛВХПУ с 1957 года.
С началом немецких вторжения и блокады оставался среди защитников Ленинграда. Работал в созданной при институте комиссии по противовоздушной маскировке, дежурил в отрядах МПВО по тушению зажигательных бомб; с февраля 1942 по июль 1944 года, вместе с коллективом Репинского института, находился в эвакуации в Самарканде. Награждён медалями «За оборону Ленинграда» и «За доблестный труд в Великой Отечественной войне 1941—1945 гг.».
Участвовал в выставках с 1917 года. Писал портреты, жанровые и исторические картины, пейзажи. С 1917 года был членом Саратовского Союза художников, с 1927 года членом Общества имени А. И. Куинджи и Общины художников. С 1932 года был членом Ленинградского Союза художников. Среди произведений, созданных И. Степашкиным в станковой живописи, «Портрет В. И. Ленина», «Портрет М. И. Калинина» (оба 1920), «Портрет В. Е. Савинского» (1929, в Русском музее, был представлен на ретроспективе ленинградских художников в московском Манеже в 1976 году), «Женский портрет» (1931), «Портрет К. Е. Ворошилова», «Портрет В. М. Молотова» (оба 1937), «И. Сталин на Царицинском фронте» (1938), «На приёме у А. Жданова» (1939), «Наташа» (1942), «А. В. Суворов у Сан-Готарда» (1947), два автопортрета (1955, в Радищевском музее в Саратове; 1957, в Русском музее) и другие.
Произведения И. П. Степашкина находятся в Русском музее, в музеях и частных собраниях в России и за рубежом.

## Ученики
- Юрий Белов[9]
- Иван Варичев[10]
- Михаил Канеев[11]
- Энгельс Козлов[11]
- Борис Лавренко[12]
- Валерия Ларина[13]
- Пётр Литвинский[13]
- Вера Назина[14]
- Евгений Поздняков[15]
- Александр Пушнин[15]
- Владимир Селезнёв[16]
- Галина Смирнова[17]
- Александр Татаренко[17]
- Сергей Фролов[18]
- Юрий Шаблыкин[19]
- Лазарь Язгур[19]